# Shawn Levy
Shawn Adam Levy, född 23 juli 1968 i Montréal i Québec, Kanada, är en kanadensisk-amerikansk regissör, filmproducent och skådespelare. Han har bland annat regisserat Big Fat Liar (2002), Smekmånaden (2003), Fullt hus (2003), Rosa pantern (2006) och Natt på museet (2006).

## Filmografi (i urval)
- 1997 – Just in Time (regi, roll)
- 2002 – Big Fat Liar (regi, roll)
- 2002 – I Saw Mommy Kissing Santa Claus (producent)
- 2003 – Smekmånaden (regi)
- 2003 – Fullt hus (regi, roll)
- 2005 – Fullt hus igen (roll, producent)
- 2006 – Rosa pantern (regi)
- 2006 – Natt på museet (regi, producent)
- 2008 – What Happens in Vegas (producent)
- 2008 – The Rocker (producent)
- 2009 – Rosa pantern 2 (exekutiv producent)
- 2009 – Natt på museet 2 (regi, roll, producent)
- 2010 – En galen natt (regi, producent)
- 2011 – Real Steel (regi, producent)
- 2012 – Grannpatrullen (producent)
- 2013 – The Internship (regi, roll, producent)
- 2013 – The Spectacular Now (producent)
- 2014 – This Is Where I Leave You (regi, producent)
- 2014 – Alexander and the Terrible, Horrible, No Good, Very Bad Day (producent)
- 2014 – Natt på museet: Gravkammarens hemlighet (regi, producent)
- 2016 – Arrival (producent)
- 2021 – Free Guy (regi, producent)
- 2022 – The Adam Project (regi, producent)
- 2022 – Natt på museet: Kahmunrahs återkomst (producent)
- 2023 – The Boogeyman (producent)
- 2024 – Deadpool & Wolverine (manus, regi, producent)